# Кробиця
Кробиця (пол. Krobica, нім. Krobsdorf) — село в Польщі, у гміні Мірськ Львувецького повіту Нижньосілезького воєводства.
Населення — 329 осіб (2011).
У 1975-1998 роках село належало до Єленьоґурського воєводства.

## Демографія
Демографічна структура станом на 31 березня 2011 року:
|          | Загалом | Допрацездатний вік | Працездатний вік | Постпрацездатний вік |
| -------- | ------- | ------------------ | ---------------- | -------------------- |
| Чоловіки | 148     | 28                 | 106              | 14                   |
| Жінки    | 181     | 27                 | 112              | 42                   |
| Разом    | 329     | 55                 | 218              | 56                   |